# Pero ramulata
Pero ramulata là một loài bướm đêm trong họ Geometridae.